# Grand Prix 3
 (juillet 2017).
Si vous disposez d'ouvrages ou d'articles de référence ou si vous connaissez des sites web de qualité traitant du thème abordé ici, merci de compléter l'article en donnant les références utiles à sa vérifiabilité et en les liant à la section « Notes et références ».
Grand Prix 3 est un jeu vidéo de simulation de Formule 1 sorti sur PC et proposant des circuits et des équipes officiels, de réels pilotes et des voitures fidèlement reproduites. Il est possible de se lancer dans une course rapide, une course hors championnat ou une saison complète de championnat. Quatre joueurs peuvent concourir ensemble sur internet.

## Pilotes et équipes
| N° | Pilote                | Pays            | Ecurie              | Pneus       |
| -- | --------------------- | --------------- | ------------------- | ----------- |
| 1  | Jacques Villeneuve*   | Canada          | Williams Mecachrome | Goodyear    |
| 2  | Heinz-Harald Frentzen | Allemagne       | Williams Mecachrome | Goodyear    |
| 3  | Michael Schumacher    | Allemagne       | Ferrari             | Goodyear    |
| 4  | Eddie Irvine          | Irlande du Nord | Ferrari             | Goodyear    |
| 5  | Giancarlo Fisichella  | Italie          | Benetton Playlife   | Bridgestone |
| 6  | Alexander Wurz        | Autriche        | Benetton Playlife   | Bridgestone |
| 7  | David Coulthard       | Écosse          | McLaren Mercedes    | Bridgestone |
| 8  | Mika Hakkinen         | Finlande        | McLaren Mercedes    | Bridgestone |
| 9  | Damon Hill            | Angleterre      | Jordan Mugen-Honda  | Goodyear    |
| 10 | Ralf Schumacher       | Allemagne       | Jordan Mugen-Honda  | Goodyear    |
| 11 | Olivier Panis         | France          | Prost Peugeot       | Bridgestone |
| 12 | Jarno Trulli          | Italie          | Prost Peugeot       | Bridgestone |
| 14 | Jean Alesi            | France          | Sauber Petronas     | Goodyear    |
| 15 | Johnny Herbert        | Angleterre      | Sauber Petronas     | Goodyear    |
| 16 | Pedro Diniz           | Brésil          | Arrows              | Bridgestone |
| 17 | Mika Salo             | Finlande        | Arrows              | Bridgestone |
| 18 | Rubens Barrichello    | Brésil          | Stewart Ford        | Bridgestone |
| 19 | Jos Verstappen        | Pays-Bas        | Stewart Ford        | Bridgestone |
| 20 | Ricardo Rosset        | Brésil          | Tyrrell Ford        | Goodyear    |
| 21 | Toranotsuke Takagi    | Japon           | Tyrrell Ford        | Goodyear    |
| 22 | Shinji Nakano         | Japon           | Minardi Ford        | Bridgestone |
| 23 | Esteban Tuero         | Argentine       | Minardi Ford        | Bridgestone |

- Nom réel en 1998. Nom dans Grand Prix 3 : John Newhouse

## Circuits
| Manche | Grand Prix      | Circuit                       | Longueur | Tours (100 %) | Distance de Course |
| ------ | --------------- | ----------------------------- | -------- | ------------- | ------------------ |
| 1      | Australie       | Albert Park                   | 5,302 km | 58            | 307,516 km         |
| 2      | Brésil          | Autodromo José Carlos Pace    | 4,292 km | 72            | 309,024 km         |
| 3      | Argentine       | Autodromo Juan y Oscar Galvez | 4,259 km | 72            | 306,648 km         |
| 4      | Saint-Marin     | Autodromo Enzo e Dino Ferrari | 4,930 km | 62            | 305,660 km         |
| 5      | Monaco          | Circuit de Monte-Carlo        | 3,367 km | 78            | 262,626 km         |
| 6      | Espagne         | Circuit de Catalunya          | 4,727 km | 65            | 307,255 km         |
| 7      | Canada          | Circuit Gilles Villeneuve     | 4,421 km | 69            | 305,049 km         |
| 8      | France          | Circuit de Nevers Magny-Cours | 4,250 km | 72            | 306,000 km         |
| 9      | Grande Bretagne | Silverstone Circuit           | 5,140 km | 60            | 308,400 km         |
| 10     | Autriche        | A1 Ring                       | 4,323 km | 71            | 306,933 km         |
| 11     | Allemagne       | Hockenheimring                | 6,823 km | 45            | 307,035 km         |
| 12     | Hongrie         | Hungaroring                   | 3,968 km | 77            | 305,536 km         |
| 13     | Belgique        | Circuit de Spa-Francorchamps  | 6,968 km | 44            | 306,592 km         |
| 14     | Italie          | Autodromo Nazionale di Monza  | 5,770 km | 53            | 305,810 km         |
| 15     | Luxembourg      | Nürburgring                   | 4,556 km | 67            | 305,252 km         |
| 16     | Japon           | Suzuka International Circuit  | 5,864 km | 53            | 310,792 km         |

## Accueil
- GameSpot : 8,5/10[2]